# Bill Tapia
Bill Tapia (ur. 1 stycznia 1908 w Honolulu, zm. 2 grudnia 2011 w Los Angeles) – amerykański muzyk portugalskiego pochodzenia, znany także jako Tappy i The Duke of Uke. Najbardziej znany z gry na ukulele, grał także na banjo i występował jako gitarzysta jazzowy.
W wieku 12 lat porzucił szkołę i by wspomóc finansowo rodzinę występował w wodewilu, zwracając na siebie uwagę publiczności wykonaniem utworu „Stars and Stripes Forever” z ukulele trzymanym nad głową.
Występował z takimi muzykami jak Bing Crosby, Louis Armstrong, Elvis Presley, a z muzyków hawajskich „King” Bennie Nawahi, Sol Hoʻopiʻi i Andy Iona. Pozostał aktywny zawodowo niemal do końca swego ponad stuletniego życia.
Dopiero w XXI wieku zdecydował się na wydanie płyt, których ma w dorobku trzy: „Tropical Swing” (wyd. 2002), „Duke of Uke” (wyd. 2005) i „Livin’ It Live” (wyd. 2009 przez wytwórnię Red Spider).